# 328
328 (CCCXXVIII) var ett skottår som började en måndag i den julianska kalendern.

## Händelser

### Maj
- 9 maj – Athanasius väljs till patriark av Alexandria.

### Okänt datum
- Detta år grundas Mayariket, enligt den äldsta kända minnesstelen.

## Födda
- Valens, romersk kejsare